# Genaro Arriagada
Genaro Luis Arriagada Herrera (Santiago, 26 de enero de 1943) es un abogado, politólogo, investigador, académico, diplomático y político chileno. Se desempeñó como ministro Secretario General de la Presidencia durante el gobierno del presidente Eduardo Frei Ruiz-Tagle, entre 1994 y 1996. Luego, sirvió como embajador de Chile ante los Estados Unidos, desde 1998 hasta 1999; en el mismo gobierno.

## Biografía

### Estudios y carrera académica
Estudió en el Internado Nacional Barros Arana y la Universidad de Chile desde donde egresó de la carrera de derecho en 1965. Profundizó en su educación en la Universidad de Harvard y en el Instituto Smithsoniano, en los Estados Unidos.
Entre 1978 y 1979 fue research fellow en The Wilson International Center for Scholars, en Washington D. C., donde volvió en 2007 (enero-febrero) como Public Policy Scholar. En 1990 fue fellow del Institute of Politics en el John Kennedy School of Government de la citada Harvard.
Ha dictado cursos, conferencias y seminarios en universidades e instituciones académicas como Harvard, Princeton, Notre Dame, Columbia, Georgetown, Duke, American University, Universidad Johns Hopkins, Universidad de Salamanca, Council on Foreign Relations, Carnegie Endowment, Chicago Council on Foreign Relations y otras.
En 2005 fue nombrado miembro de la junta directiva de la Universidad de las Américas y en 2008 Senior non Resident Fellow del Diálogo Inter-Americano, en Washington D. C..
Debutó como novelista en 2014 con Trotsky y la Marilyn, obra que, según el crítico José Promis, "difícilmente podría identificarse con las narraciones que se escriben para comunicar una ficción" y considera que el autor no realiza una recreación o interpretación artística de la realidad, sino que de ella "su análisis comprometido", por lo que "el lector abandona pronto la actitud de credulidad que exige la ficción para enfrentarse a esta novela con la mirada recelosa con que iniciamos la lectura de un ensayo, de un tratado sociológico, de un documento político o, incluso —como enseña el estructuralismo—, de un texto histórico".

### Carrera política
En 1958, ingresó al Partido Radical, en el que se mantuvo hasta 1961, cuando esta organización ingresó al Gobierno de derecha del presidente Jorge Alessandri. En 1963 se integró al Partido Demócrata Cristiano, a pesar de su condición de agnóstico, permaneciendo en él hasta 2021, cuando anunció su renuncia.
Colaboró en 1970 en la campaña presidencial de Radomiro Tomic. Fue subjefe de la campaña nacional de parlamentarios de la Democracia Cristiana (1973), miembro de la comisión política (1974-1985) y vicepresidente (1989-1991) del Partido Demócrata Cristiano; secretario ejecutivo de la Concertación de Partidos por la Democracia y del Comando por el No y, como tal, jefe de la campaña del No que derrotó a Augusto Pinochet en el plebiscito de 1988.
Colaboró en la campaña presidencial de 1993 al lado de Eduardo Frei Ruiz-Tagle, dirigiendo la elaboración de su programa ministerial. Durante el gobierno de este, fue ministro secretario general de la Presidencia (1994-1996), representante presidencial y coordinador de la Comisión Nacional de Ética Pública (marzo-julio de 1994), integrada por los jefes de los poderes del Estado; 
embajador-at-large, encargado de la preparación y negociación de los contenidos de la II Cumbre de las Américas, realizada en la capital chilena, y además fue enviado especial ante los demás jefes de Estado del hemisferio (1997) y embajador en los Estados Unidos (1998-1999).
En las elecciones de 1999 fue jefe de campaña del socialista Ricardo Lagos en la primera vuelta, que terminó con una estrecha ventaja sobre su contendor, el derechista Joaquín Lavín (en la segunda, a Arriagada lo reemplazó la también democratacristiana Soledad Alvear).
Ha sido miembro del directorio de BancoEstado (2000-2006), investigador de Corporación de Investigaciones Económicas para América Latina (Cieplan), Icheh, Flacso, Sur, la Cepal y el Banco Interamericano de Desarrollo.

### Condecoraciones extranjeras
- Gran Cruz de la Orden de la Cruz del Sur ( Brasil, 1995).

## Obras

### Ensayos
- La oligarquía patronal chilena, Santiago, Editorial Nueva Universidad, 1969.
- De la vía chilena a la vía insurreccional, Santiago, Editorial del Pacífico, 1974.
- El pensamiento político de los militares, estudios sobre Chile, Argentina, Brasil y Uruguay; Santiago, Editorial Aconcagua, 1981 (reeditado en 1986).
- 10 años: visión crítica (1983).
- La política militar de Pinochet (1985).
- Chile: El sistema político futuro, Editorial Aconcagua, 1985 y 1986.
- The Legal and Institutional Framework of the Armed Forces in Chile; en Arturo y Samuel Valenzuela (Editors) Military Rule in Chile, The Johns Hopkins University Press, 1986.
- Pinochet: The Politics of Power; Boston, Unwin Hyman, Inc, 1988. Premiado por la revista Choice como Outstanding Academic Book of the Year.
- Reflections on Recent Elections in Latin America and Eastern and Central Europe; en Larry Garber and Eric Bjornlund (Editors) New Democratic Frontier; Washington D. C., 1992.
- Chile: sustaining adjustment, en colaboración con Carol Granham; en Stephen Haggard and Steven Webb (Editors) Voting for reform. Democracy, political liberalization and economic Adjustment'; A World Bank Book, Oxford University Press, 1994.
- ¿Hacia un big bang del sistema de partido?, Santiago; Editorial Los Andes, 1997.
- Por la razón o la fuerza. Chile bajo Pinochet, Editorial Sudamericana, 1998.
- Social policy under the Frei sdministration, en A. Solimano y Nancy Birdshall (Editors): Distributive Justice & Economic Development Ann Arbor: University of Michigan Press, 2000.
- Threats to Democracy: Prevention and Response, en colaboración con Madeleine Albright, Bronislav Geremek y Morton Halperin; New York: Council on Foreign Relations, 2003.
- Los empresarios y la política (2004).
- Petróleo y gas en América Latina; Santiago: LOM Ediciones, 2004.
- Petropolitics in Latin America. A Review of Energy Policy and Regional Relations; Washington D. C.: Inter American Dialogue (diciembre de 2006).

### Novelas
- Trotsky y la Marilyn, JC Sáez Editor, Santiago, 2014.